# Сонатала (подокруг)
Сонатала или Сонатола (бенг. সোনাতলা, англ. Sonatala) — подокруг на севере Бангладеш. Входит в состав округа Богра. Образован в 1881 году. Административный центр — город Сонатала. Площадь подокруга — 132,64 км². По данным переписи 1991 года численность населения подокруга составляла 146 028 человек. Плотность населения равнялась 1101 чел. на 1 км². Уровень грамотности населения составлял 26,2 %. Религиозный состав: мусульмане — 93,30 %, индуисты — 5,78 %, христиане — 0,23 %, прочие — 0,69 %.